# Šugrin
Šugrin (izvirno srbsko Шугрин) je naselje v Srbiji, ki upravno spada pod Občino Pirot; slednja pa je del Pirotskega upravnega okraja.

## Demografija
V naselju živi 94 polnoletnih prebivalcev, pri čemer je njihova povprečna starost 67,6 let (68,5 pri moških in 66,8 pri ženskah). Naselje ima 54 gospodinjstev, pri čemer je povprečno število članov na gospodinjstvo 1,76.
To naselje je, glede na rezultate popisa iz leta 2002, večinoma srbsko.
|  |

| Demografija | Demografija     | Demografija     |
| Leto        | Št. prebivalcev | Št. prebivalcev |
| ----------- | --------------- | --------------- |
|             |                 |                 |
|             |                 |                 |
|             |                 |                 |
|             |                 |                 |
| 1948        | 693             |                 |
| 1953        | 665             |                 |
| 1961        | 583             |                 |
| 1971        | 457             |                 |
| 1981        | 299             |                 |
| 1991        | 171             | 171             |
| 2002        | 95              | 95              |
|             |                 |                 |

| Etnična sestava po popisu iz leta 2002 | Etnična sestava po popisu iz leta 2002 | Etnična sestava po popisu iz leta 2002 | Etnična sestava po popisu iz leta 2002 | Etnična sestava po popisu iz leta 2002 |
| -------------------------------------- | -------------------------------------- | -------------------------------------- | -------------------------------------- | -------------------------------------- |
| Srbi                                   | Srbi                                   |                                        | 94                                     | 98,94%                                 |
| Neznano                                | Neznano                                |                                        | 1                                      | 1,05%                                  |